# Michel Coppenrath
Michel Coppenrath, né le 4 juin 1924 à Papeete (Tahiti) et décédé le 16 août 2008, était un évêque catholique français, ancien archevêque de Papeete.

## Biographie
Après avoir poursuivi ses études en France Métropolitaine puis à Rome, il est ordonné prêtre à Poitiers pour l'archidiocèse de Papeete (Tahiti, Polynésie française) le 29 juin 1954.

### Principaux ministères

#### Prêtre
Il est successivement vicaire à Papeete, curé de Pirae. Il s'occupe particulièrement des médias, de la presse, des mouvements de jeunesse. Paul Mazé en fait son vicaire général en 1966.

#### Évêque
Le 16 février 1968, le pape Paul VI le nomme archevêque coadjuteur de Papeete, avec le titre d'archevêque in partibus de Tigisi-en-Numidie. Il reçoit la consécration épiscopale le 3 juin suivant par Paul Mazé, archevêque de Papeete.
Il lui succède le 5 mars 1973 et devient ainsi le deuxième archevêque de Papeete.
Le 21 novembre 1997, le pape Jean-Paul II lui donne comme évêque coadjuteur son propre frère, Hubert Coppenrath qui lui succède le 4 juin 1999.
Il meurt le 16 août 2008 .